# 韋多比奇修道院

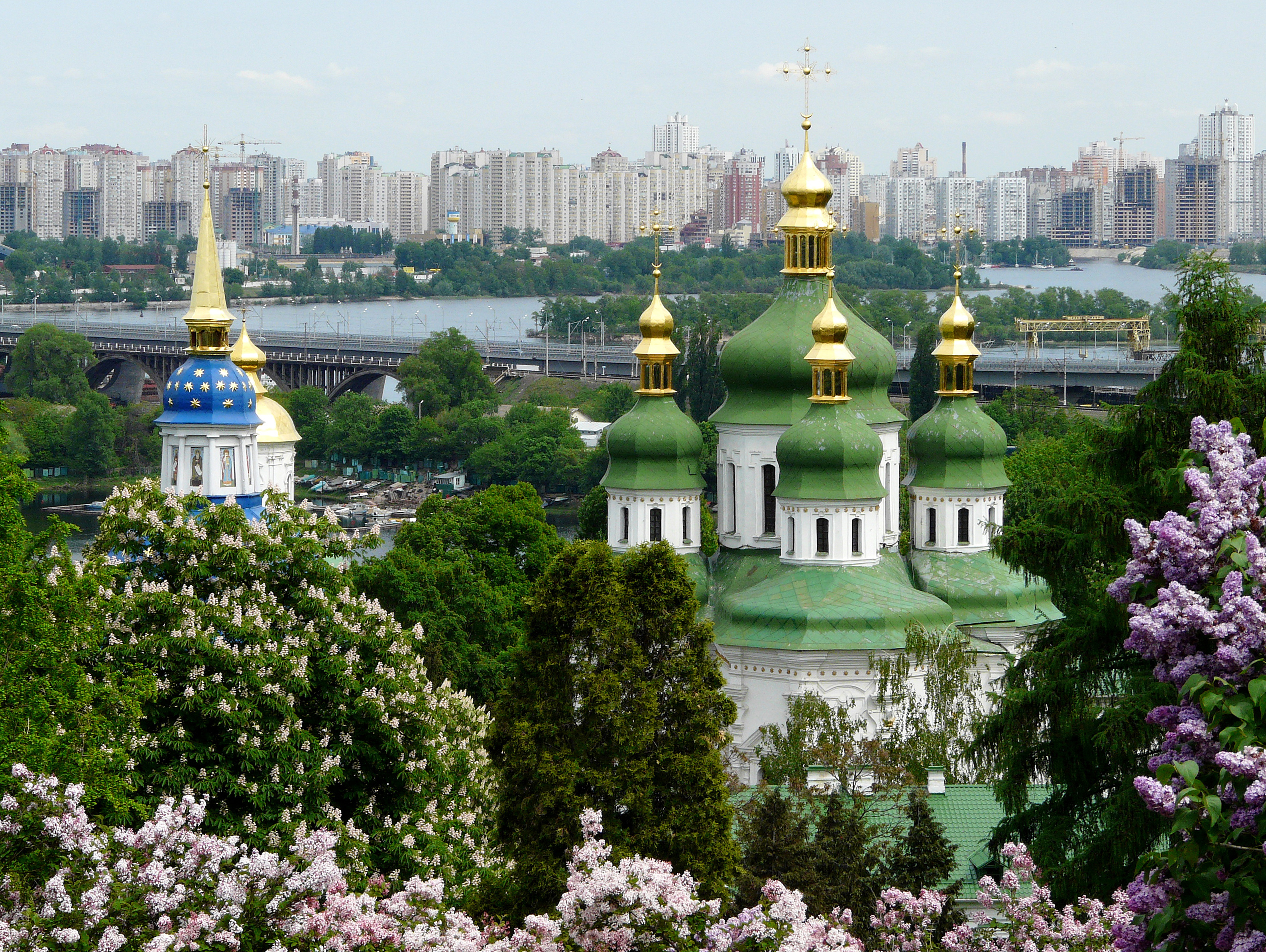
韋多比奇修道院

韋多比奇修道院（羅馬化：Vydubytskyi monastyr）是位於烏克蘭首都基輔的一座建築，歷史上曾是修道院。在蘇聯統治時期，修道院建築曾是烏克蘭國家科學院的考古部門辦公地點。

## 外部連結
- Official site of the Vdyubytsky Monastery （乌克兰語）
- Vydubychi Monastery （页面存档备份，存于）
- Official site of the Vydubychi Church Choir （页面存档备份，存于）
- Vydubitskiy Monastery （俄文）
- Necropolis of the monastery （页面存档备份，存于） （俄文）